# 和田理沙
和田 理沙（わだ りさ、1985年1月18日 - ）は、日本の元女優である。劇団日本児童所属に所属し、子役として活躍した。

## 来歴
東京都出身。
『超力戦隊オーレンジャー』のドリン役として知られる。
『オーレンジャー』以降の活動、芸名を「和田 理紗」に改名、CM、舞台に出演していた。

## 出演

### テレビドラマ
- 超力戦隊オーレンジャー（1995年、テレビ朝日）ドリン 役

### CM
- ポッカ、インスタントスープ[1]

### 舞台
- 都はるみロングリサイタル[1]